# Kwarantanna (Świnoujście)
Kwarantanna – część miasta Świnoujścia na wyspie Wolin, na północ od Warszowa.
Do 1945 r. stosowano niemiecką nazwę Quarantaine. W 1947 r. ustalono urzędowo polską nazwę Kwarantanna.